# Pauahiana swezeyi
Pauahiana swezeyi är en stekelart som beskrevs av Yoshimoto 1965. Pauahiana swezeyi ingår i släktet Pauahiana och familjen finglanssteklar. Inga underarter finns listade i Catalogue of Life.